# Notholaena revoluta
Notholaena revoluta är en kantbräkenväxtart som beskrevs av A. Rojas. Notholaena revoluta ingår i släktet Notholaena och familjen Pteridaceae. Inga underarter finns listade.